# Annely Juda
Annely Juda (* 23. September 1914 in Kassel; † 13. August 2006 in London) war eine deutsche Galeristin.

## Leben
Annely Juda wurde 1914 als Anneliese Brauer in Kassel geboren. Im Jahre 1934 emigriert ihre Familie nach Palästina und gründet dort eine Fabrik zur Herstellung von Pudding. Bereits 1937 wandert sie nach London aus. Als Sekretärin von Eric Estorick tat sie ihre ersten Schritte in der Kunstwelt und avanciert 1960 mit der Molton Gallery zur Galeristin. Die Räume wurden von ihrem Jugendfreund Arnold Bode ausgestattet. 1968 eröffnete sie dann die Annely Juda Fine Art. Bekannte Künstler ihrer Galerie waren Antoni Tàpies, Anthony Caro, Christo, Chillida, Peter Kalkhof und zuletzt auch David Hockney.
Einem größeren Publikum wurde sie bekannt durch die mit der Universität in Austin und der Galerie Liatowitsch, Basel, durchgeführte Ausstellung „The Non-Objective World 1914-1955“, die die Russische Avantgarde um Kasimir Malewitsch und Wassily Kandinsky in Europa nach dem Zweiten Weltkrieg in einer Ausstellung im Jahr 1973 von Juli bis Dezember vorstellte.